# OZmap (software)
O OZmap é o principal software da DevOZ, uma empresa de tecnologia especializada no desenvolvimento de soluções para documentação e gestão de redes de fibra óptica. A empresa busca oferecer uma forma intuitiva e eficiente de planejar, construir e gerenciar redes FTTX (Fiber To The X).

## Produtos e Serviços
A empresa DevOZ oferece um portfólio de soluções que visam otimizar a operação e a gestão de provedores de internet (ISPs) e operadores de telecomunicações:

### Ferramentas integradas

#### OZmap
A plataforma principal para a gestão e documentação de redes FTTX, permite a criação de projetos de mapeamento detalhados, visualização interna de caixas e conexões, relatórios de área para análise de dados e diagramas lógicos da rede. Uma ferramenta é descrita como um bloco de construção para documentação de rede de fibra com FNMS de próxima geração.
Em tutoriais de capacitação, a OZmap é apresentada como um software de documentação que facilita a quantificação de materiais, o controle de distâncias e a geração de relatórios, inclusive de estimativas de investimento para os projetos.

#### OZloc
O OZloc é uma ferramenta desenvolvida para otimizar o processo de análise de viabilidade de vendas em provedores de internet, que funciona através da Web e pode trabalhar em computadores, celulares ou dispositivos móveis.
Voltado principalmente para equipes comerciais, o sistema permite verificar, em tempo real, se há possibilidade técnica de atender um novo cliente em determinada localidade, com base na documentação da rede registrada no OZmap.
Ao realizar uma busca por endereço ou coordenadas geográficas, o sistema verifica se há cobertura e sugere os pontos de conexão disponíveis, como postes, caixas ou condomínios. Em caso positivo, o sistema permite registrar a venda e gera automaticamente o croqui de instalação do cliente. Caso a viabilidade não seja confirmada, é possível acionar a equipe de engenharia, solicitando o desenvolvimento da área para futura expansão da rede.
O acesso ao OZloc requer que o usuário esteja previamente configurado no OZmap com permissão específica para o módulo.

##### findme
Caso o endereço não exista no mapa, ou aconteça algum outro problema, veja nosso artigo de como pedir a localização do cliente através do Findme, uma ferramenta de venda avançada que envia um link para o cliente indicar a sua localização exata através do GPS do próprio celular.

#### OZmob
O OZmob é um aplicativo móvel voltado para o trabalho de técnicos de rede em campo. Ele permite aos técnicos visualizar e atualizar informações da rede diretamente pelo celular, onde é possível consultar características de elementos como postes, caixas e clientes, alterar estados de implantação, adicionar novos registros e registrar observações em tempo real.
A ferramenta também possibilita a visualização de croquis de clientes e diagramas das caixas, otimizando o trabalho técnico em campo. Para realizar alterações na rede, é necessário ter acesso à internet; no entanto, o OZmob também opera em modo offline, permitindo a visualização de dados previamente sincronizados e o registro de pendências que serão integradas posteriormente.
A primeira sincronização consiste na escolha de um projeto do OZmap, cuja base de dados é baixada para o dispositivo, a partir disso, o GPS pode ser utilizado para localizar o técnico no mapa, com opções de centralização e controle de movimentação. O app ainda oferece camadas e filtros de mapa configuráveis, que permitem ao usuário definir quais tipos de elementos e estilos de visualização (padrão, satélite, relevo, etc.) serão exibidos.
O acesso ao OZmob requer um usuário configurado com permissão para utilizar o módulo. É possível também configurar perfis de leitura, limitando a edição de dados. O aplicativo está disponível para Android (versão mínima 9, recomendada 12+) e iOS (mínimo iOS 16, recomendado iOS 18), podendo ser baixado nas lojas Google Play e Apple Store.

#### OZsurvey
O OZsurvey é um aplicativo móvel gratuito, independente do OZmap, projetado para o levantamento e marcação de elementos em campo, como postes, caixas, cabos, clientes e outros pontos da rede. Voltado para equipes de projeto e implantação, o sistema permite documentar estruturas georreferenciadas de forma prática, mesmo em locais sem conexão à internet.
O aplicativo opera com base na localização do dispositivo móvel, utilizando o GPS para acompanhar em tempo real o deslocamento do usuário e centralizar o mapa na posição atual. A interface do mapa é interativa, com opções de visualização em modo padrão ou satélite, zoom por gestos e controles de centralização manual.

### Outras ferramentas e soluções

#### OZneutral
O OZneutral é uma solução desenvolvida para a gestão de redes neutras, com foco na administração e controle de portas de rede disponibilizadas por provedores (ISPs) proprietários da infraestrutura e seus parceiros locatários. A ferramenta tem como objetivo principal otimizar o uso de redes compartilhadas em regiões onde nem todos os provedores possuem estrutura própria, promovendo uma operação eficiente, transparente e escalável.
Com a plataforma, os ISPs conseguem organizar a oferta de portas, acompanhar a ocupação da rede em tempo real e garantir uma distribuição adequada dos recursos entre diferentes parceiros comerciais. A solução permite ainda a emissão de relatórios detalhados de uso e a definição de regras específicas para locação de infraestrutura, possibilitando maior governança sobre as operações em redes neutras.

#### Importação de Dados
A funcionalidade de importação de dados do OZmap permite que provedores tragam a documentação existente de suas redes — obtida em outros sistemas ou levantada em campo — diretamente para a plataforma. O sistema é compatível com diversos formatos, como arquivos CSV, KMZ (KML), e arquivos provenientes do AutoCAD (DWG ou DXF convertidos).
É possível importar diferentes elementos da rede: postes, caixas, cabos, clientes, prospects, condomínios verticais e horizontais, POPs e reservas técnicas. As coordenadas utilizadas para a importação seguem o padrão geodésico WGS84, o mesmo utilizado pelo Google Earth.

## Integrações com outros Softwares
A flexibilidade do OZmap permite sua integração com uma variedade de sistemas e plataformas, incluindo:
- ERPs;
- Sistemas de Monitoramento e Provisionamento;
- Plataformas de Chatbot;
- CRMs;
- Ferramentas de Consulta e Vendas;
- Entre outros.

## Reconhecimento
O OZmap obteve reconhecimento formal no setor de telecomunicações ao ser finalista na categoria 'Fornecedores de Software e Serviços' do Anuário Tele.Síntese Inovação em Comunicações de 2021, com foco em seu produto OZneutral. A publicação, editada pela Momento Editorial, é um anuário nacional que destaca os produtos e serviços mais inovadores do Brasil, tendo recebido um recorde de 207 projetos de 125 empresas em 2021.
Em 15 de maio de 2023, a FiBrasil, uma empresa de rede neutra, fechou uma parceria com a DevOz (empresa que oferece as soluções OZmap e OZneutral) com o objetivo de otimizar a integração de seus sistemas com os provedores de serviços de internet (ISPs). Esta colaboração visa facilitar e agilizar o acesso à rede neutra, esperando-se que a FiBrasil ganhe competitividade no mercado.